# دي إن إس ماسك
دي إن إس ماسك (بالإنجليزية: dnsmasq)‏ هي برمجية حرة توفر خدمة خابية نظام أسماء النطاقات (DNS caching)، و بروتوكول تهيئة المضيف الآلية (DHCP)، وجهاز التوجيه المعلن ومميزات التمهيد في الشبكة، و هي مخصصة لشبكات الحاسب في الشركات الصغيرة.
تعد متطلبات موارد النظام لدي إن إس ماسك ضئيلة، ويمكن تشغيله على أنظمة لينكس وتوزيعة برمجيات بيركلي وأندرويد وماك أو إس، ويضمَّن في معظم توزيعات لينكس بشكل مبدئي. وبالتالي، فإنه موجود في الكثير من أجهزة التوجيه المنزلية (modems)، كما وويتوفر في أدوات إنترنت الأشياء ويتم تضمينه ضمن أندرويد.

## روابط خارجية
- دي إن إس ماسك على موقع Open Hub (الإنجليزية)
- دي إن إس ماسك على موقع Free Software Directory (الإنجليزية)
- الموقع الرسمي